# ویتامزویل (اوهایو)
ویتامزویل (به انگلیسی: Withamsville) یک منطقهٔ مسکونی در ایالات متحده آمریکا است که در شهرستان کلرمونت، اوهایو واقع شده‌است. ویتامزویل ۸٫۱ کیلومتر مربع مساحت و ۷٬۰۲۱ نفر جمعیت دارد و ۲۶۸ متر بالاتر از سطح دریا واقع شده‌است.